# Pietro Corsetto
Pietro Corsetto (Palermo, ... – Palermo, 23 ottobre 1643) è stato un vescovo cattolico italiano.

## Biografia
Nacque a Palermo, sede dell’omonima arcidiocesi da famiglia nobile.
Presentato da re Filippo IV, nella sua qualità di re di Sicilia, il 21 giugno 1638 fu nominato vescovo di Cefalù da papa Urbano VIII. Ricevette l'ordinazione episcopale a Roma il 24 giugno seguente da Biago Proto de Rubeis, arcivescovo metropolita di Messina, co-consacranti Tommaso Anchora, vescovo di Trani, e Diego Requesens, arcivescovo titolare di Cartagine.
Nel 1641 indisse un sinodo diocesano.
Morì a Palermo il 23 ottobre 1643 e lì è sepolto.

## Genealogia episcopale
La genealogia episcopale è:
- Cardinale Tolomeo Gallio
- Vescovo Cesare Speciano
- Patriarca Andrés Pacheco
- Cardinale Agostino Spinola
- Cardinale Giulio Cesare Sacchetti
- Arcivescovo Biagio Proto de Rubeis
- Vescovo Pietro Corsetto